# Linje 8 (Paris metro)
Paris metrolinje 8 i Paris tunnelbana invigdes år 1913 i Paris i Frankrike. Den är en av 16 linjer som ingår i nätet.  Linjen sammanbinder Balard i sydväst med  Créteil – Pointe du Lac i Créteil  i sydöst. Med en längd av 23,4 km och 38 stationer är det en av de längsta i nätet. 

## Historia
- 1913: Sträckan Porte d'Auteuil till Opéra öppnar.
- 1928: Linjen förlängs från Opéra till Richelieu-Drouot.
- 1931: Richelieu-Drouot till Porte de Charenton öppnar.
- 1937: Sträckan La Motte-Picquet till Porte d'Auteuil blir linje 10. Sträckan La Motte-Picquet till Balard öppnar.
- 1939: Stationerna Croix Saint-Martin och Champ de Mars läggs ner.
- 1942: Sträckan Porte de Charenton till Charenton – Écoles öppnar.
- 1970: Charenton – Écoles till Maisons-Alfort – Stade öppnar.
- 1972: Maisons-Alfort – Stade till Maisons-Alfort – Les Juillottes öppnar.
- 1973: Maisons-Alfort – Les Julliottes till Créteil – l'Echat öppnar.
- 1974: Créteil – l'Echat to Créteil – Préfecture öppnar.
- 2011: Sträckan Créteil – Préfecture to Pointe du Lac öppnar.

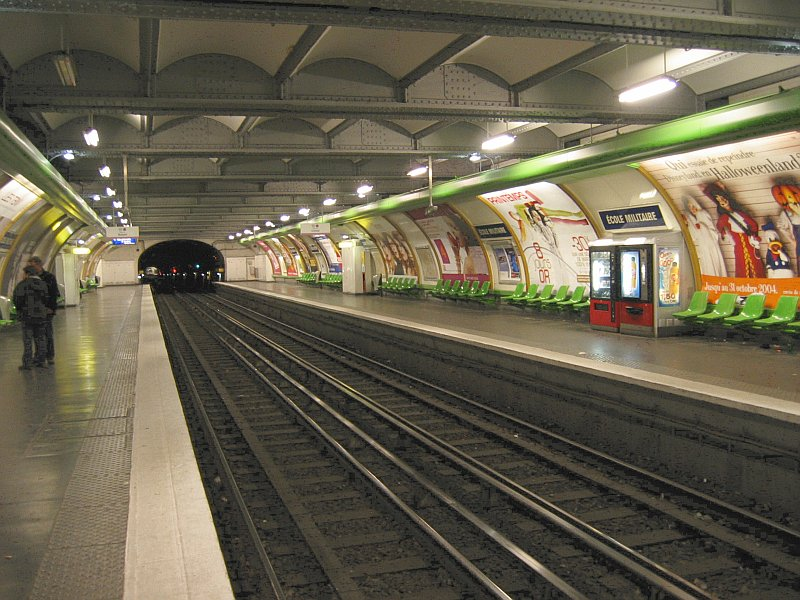
École Militaire
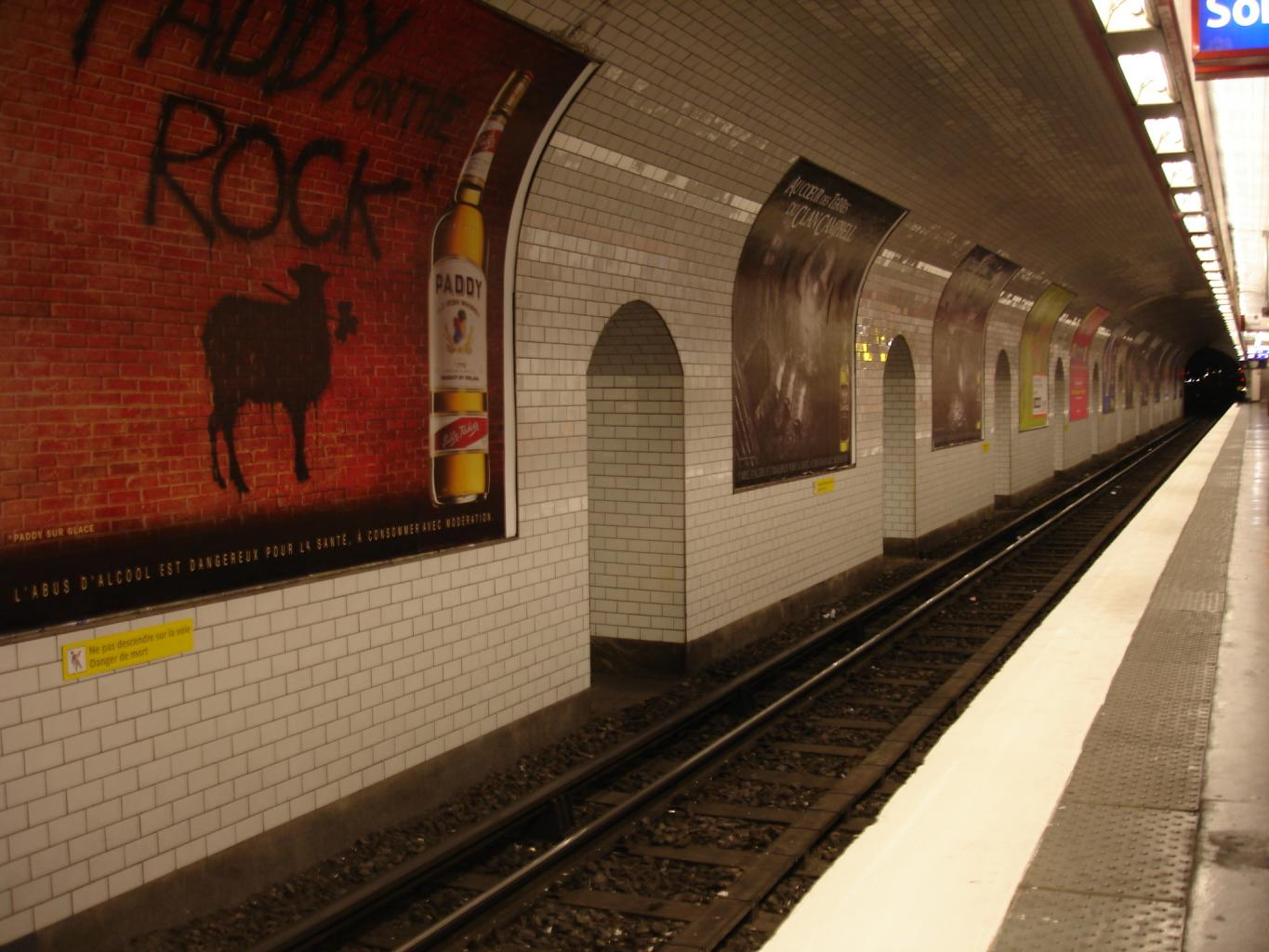
Grands Boulevards
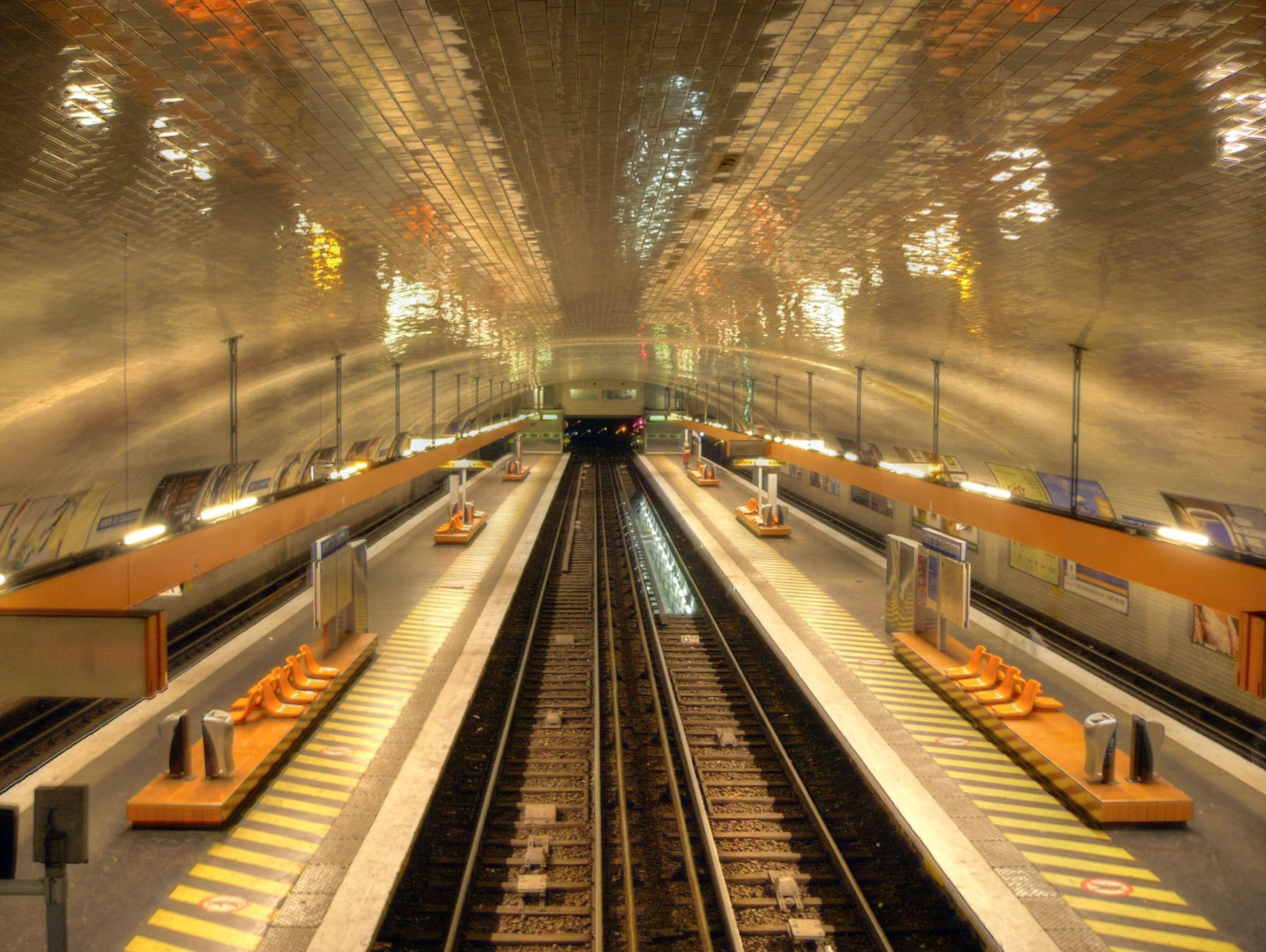
Porte de Charenton
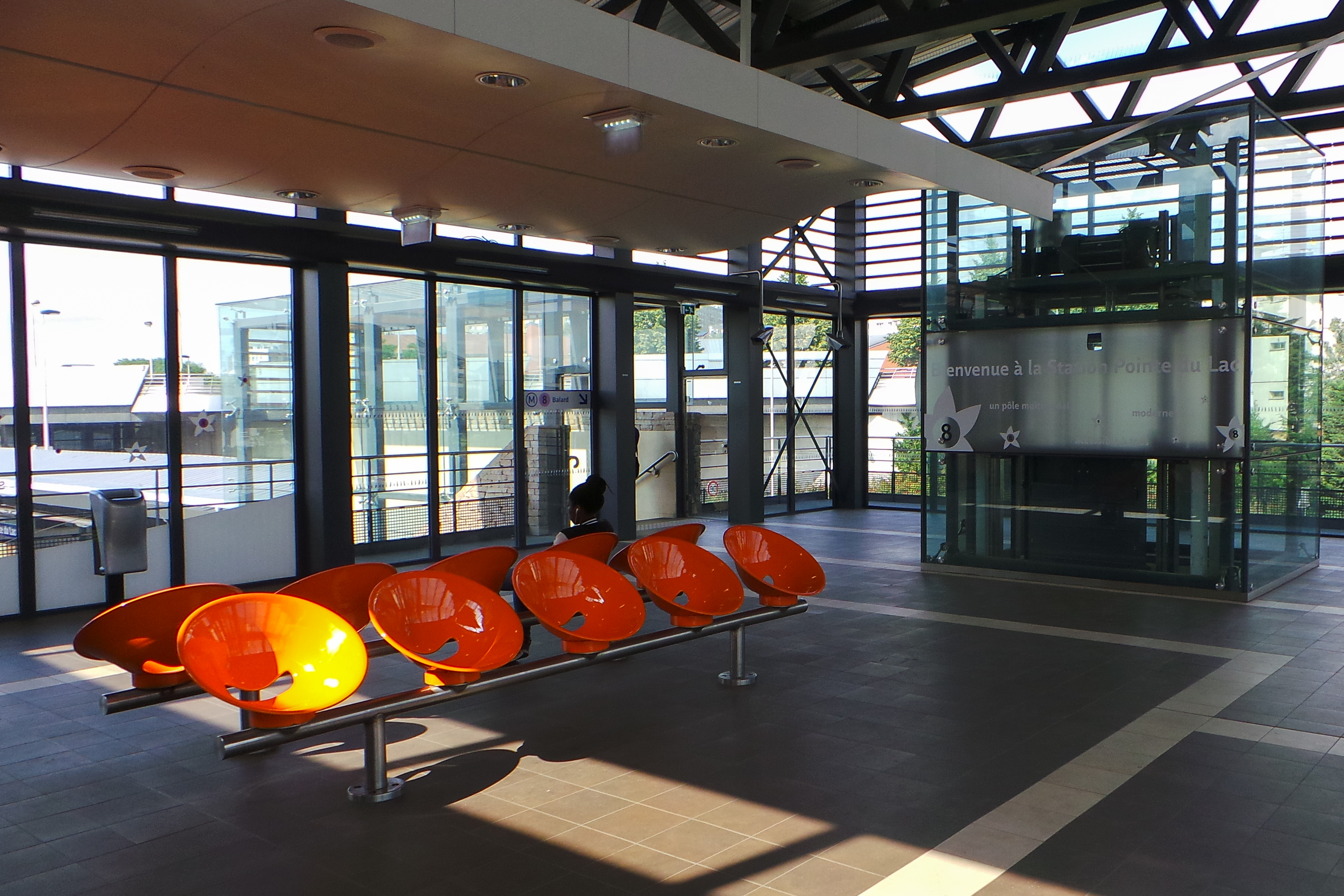
Pointe du Lac